# Перевірка статі в спорті

Рівні тестостерону у жінок та чоловіків

Перевірка (визначення, верифікації) статі в спорті або тест на стать проводиться у спорті, розділеному за статтю, коли в жіночих змаганнях намагалися взяти участь спортсмени-чоловіки або жінки з інтерсексністю, що давало їм несправедливі переваги.
Інциденти верифікації статі неодноразово проводилися в Олімпійських іграх та інших змаганнях.
Перший обов'язковий тест, введений Міжнародною асоціацією легких атлетичних федерацій (IAAF), світовим органом управління легкої атлетики, для жінок-спортсменок, був застосований у липні 1950, за місяць до чемпіонату Європи в Бельгії. Усі спортсменки пройшли тестування у своїх країнах. Після чемпіонату Європи з легкої атлетики 1966 року був широкий розголос у пресі через підозру, що кілька найкращих жінок-спортсменок із СРСР та Східної Європи насправді були чоловіками. На Олімпійських іграх тестування було введено в 1968 р. У деяких випадках це призвело до того, що спортсменкам робили непотрібні операції, такі як примусова стерилізація та калічення вульви.
Подальші дослідження показали, що тести на стать можуть завдати психологічної шкоди. Верифікація статі — перевірка людей, рівень гормонів яких є аномальним порівняно з іншими людьми їхньої статі, — може спричинити кризу статевої ідентичності, викликати принизливі реакції (публічно та приватно), ізолювати спортсменів у соціальному плані та призвести до депресії, а іноді і до самогубства.

## Потреба у верифікації статі
Чоловіки мають значно вищий за жінок рівень тестостерону та інших андрогенів, більший об'єм легенів та серця, більшу мя'зову силу, вищу міцність кісток та суглобів. Крім того, в середньому у чоловічій популяції більші розміри тіла, вищий зріст, довші кінцівки та їх розмах, ніж у жіночій. Через ці відмінності абсолютна більшість видів спорту поділяються на чоловічі та жіночі, щоб забезпечити справедливість змагання. 
«Сегрегація та перевірка статі взаємозалежні, оскільки, якби не було претензій або підстав для проведення окремих спортивних змагань для чоловіків та жінок, не було б необхідності в тестуванні на перевірку статі».
Участь у жіночих змаганнях чоловіків (повністю типових, з інтерсексністю чи іншими розладами статевого розвитку, або ж з транс-ідентичністю й операціями на репродуктивній системі) ставить їх у недосяжно вигіднішу перед жінками-спортсменками позицію.

## Складнощі визначення статі
Варіації сполучень спадкової хромосоми, інші генетичні аспекти, до- та постнатальний фізичний розвиток на субклітинному та органічному рівні ускладнюють визначення статі деяких людей.
Так, наприклад, буває при нетиповому розташуванні гена SRY, який змушує на початку статево недиференційований плід розвиватися за чоловічим типом. Ген SRY в нормі знаходиться в Y-хромосомі. Але іноді він знаходиться в Х-хромосомі, і диференціація відбувається неправильно, внаслідок чого:
- жінки (ХХ) можуть мати гормональний або фенотиповий розвиток як чоловіки;
- чоловіки (XY) можуть розвиватися гормонально або фенотипово як жінки.[5]

У чоловіків може бути низький рівень тестостерону, і при цьому вони залишаються чоловіками. Жінки можуть мати високий рівень тестостерону і все ще бути жінками. Тестування на тестостерон не є достатнім, оскільки його рівні можуть бути однакові у жінок з високим рівнем тестостерону та в чоловіків з низьким.

## Перевірка статі в жіночому спорті
Впровадження тестування статі почалося в 1930-х роках, після участі кількох чоловіків у жіночій категорії Олімпійських ігор.
Спочатку перевірка статі мала форму фізичних оглядів. Згодом почали застосовувати тестування хромосом, а ще пізніше — тестування рівня тестостерону. 

### 1920-40-ві: Перші чоловіки в жіночому спорті

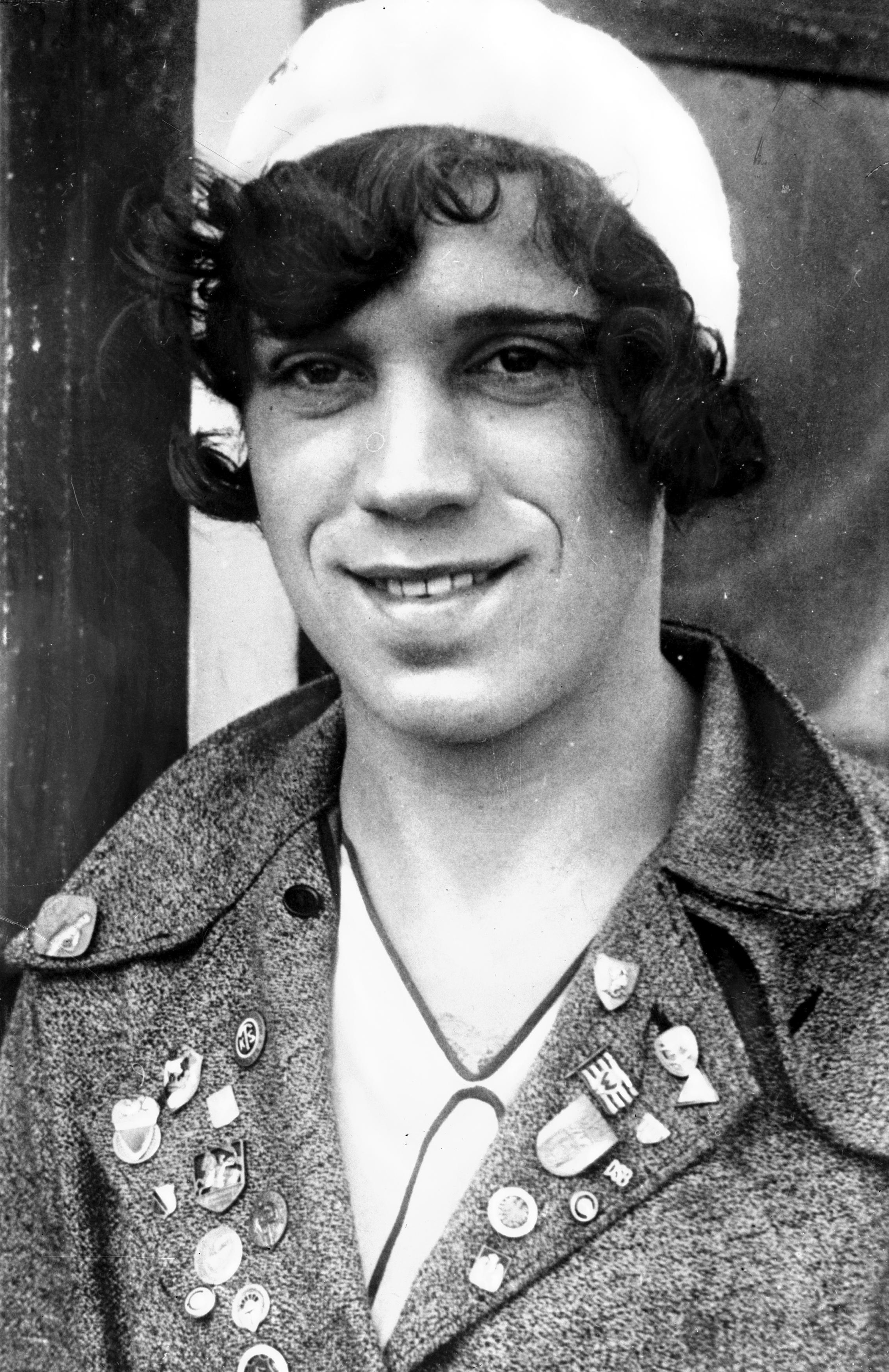
Станіслава Валасевич

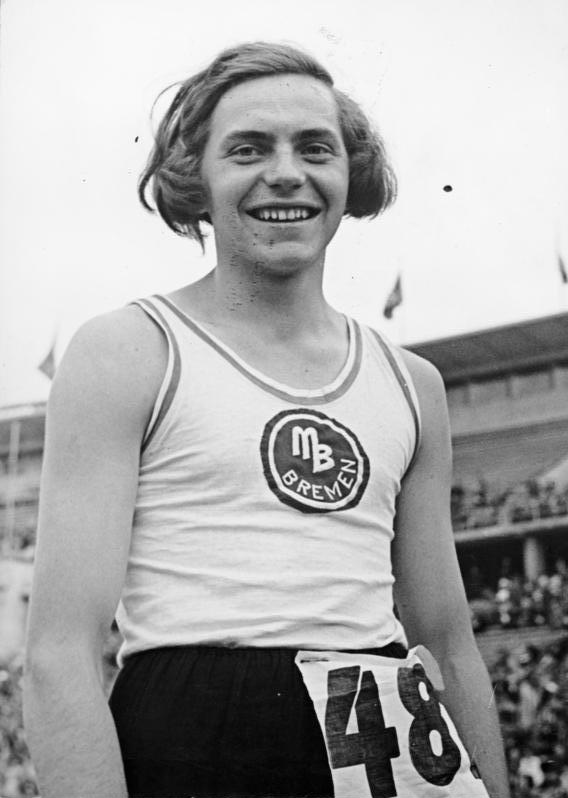
Герман ("Дора") Ратжен

Можливо, найраніший випадок — інтерсекс чоловік під іменем Станіслава Валасевич (Стелла Волш) виступав як польська спортсменка і виграв золоту медаль на дистанції 100 м серед жінок на літніх Олімпійських іграх 1932 року в Лос-Анджелесі. Лише після смерті в 1980 році у Валасевич виявили частково розвинені чоловічі статеві органи.
- Інтерсекс-чоловік, вихований дівчиною під іменем Дора Ратжен, змагався як німецька німецька спортсменка на Олімпійських іграх 1936 року в Берліні та посів четверте місце у стрибках у висоту серед жінок. Пізніше змагався і встановив світовий рекорд серед жінок у стрибках у висоту на чемпіонаті Європи 1938 року, перш ніж німецька поліція дійшла висновку, що він був чоловіком. Лікар встановив його інтерсексність. Пізніше він узяв ім'я Генріх Раджен.[7]

### 1950-ті: Фізичні огляди

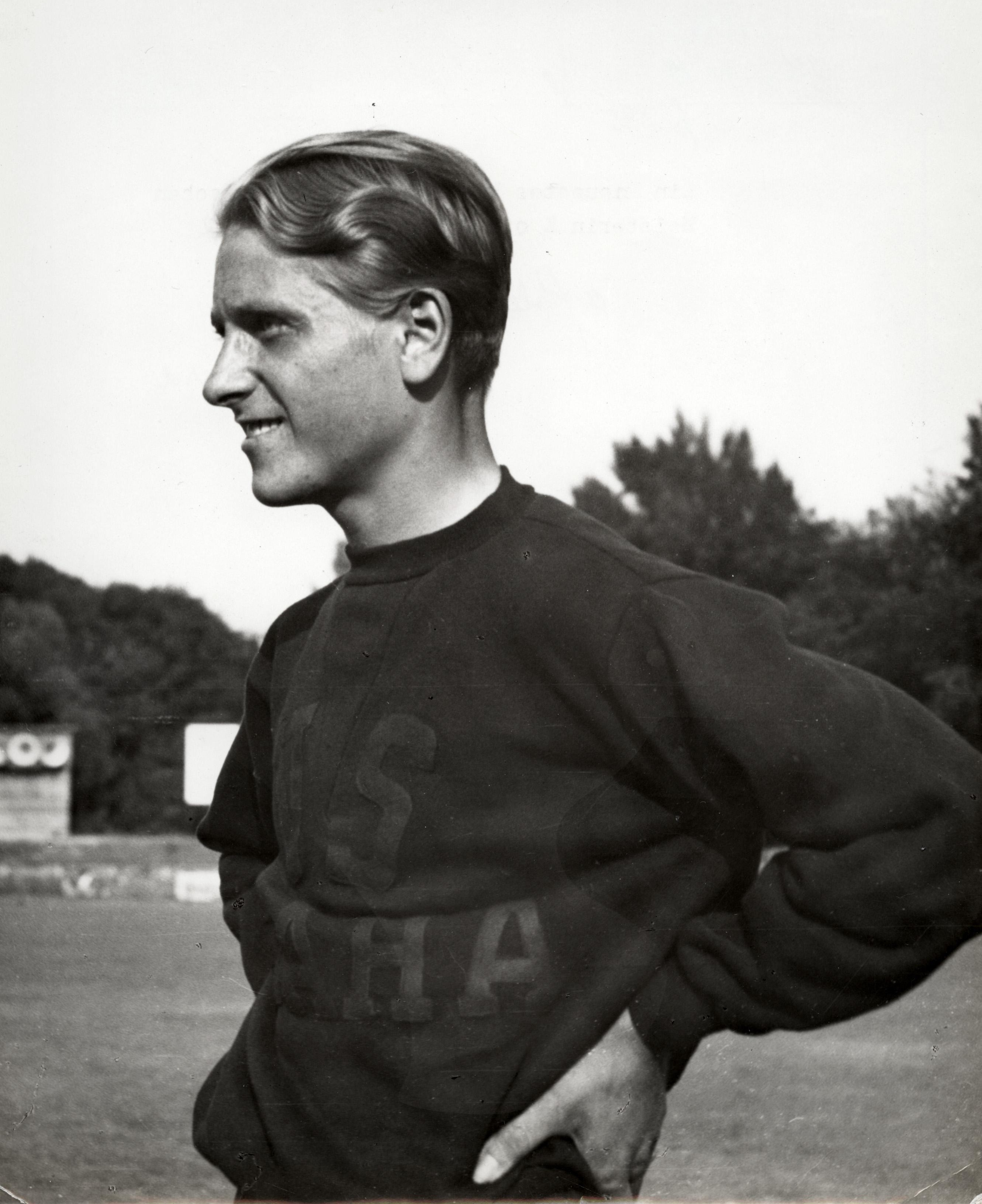
Зденек Кубек ("Зденка Кубкова")

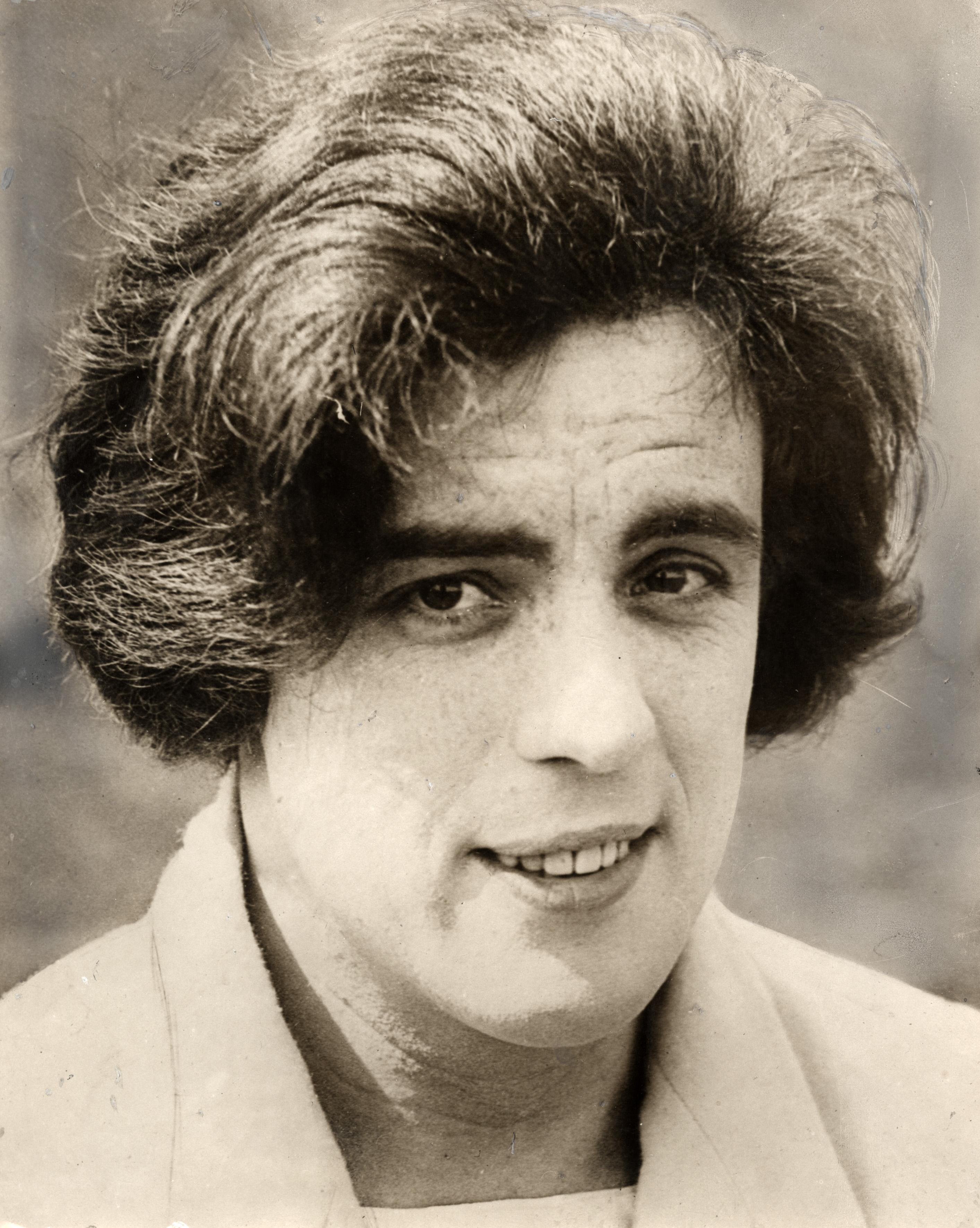
Марк Вестон ("Мері Едіт Луїза Вестон")

Під час або незабаром після літніх Олімпійських ігор 1936 року в Берліні президент Олімпійського комітету США Евері Брандейж (Avery Brundage) виступив за створення системи для обстеження спортсменок. Згідно зі статтею журналу «Time» про гермафродитів Брандейж відчув потребу прояснити «двозначності у статі» після спостереження за виступом чехословацької спортсменки Зденки Кубкової та англійської спортсменки Мері Едіт Луїзи Вестон. Пізніше обоє з них зробили хірургічну корекцію статі та змінили імена на чоловічі — відповідно на Зденек Кубек та Марк Вестон. 

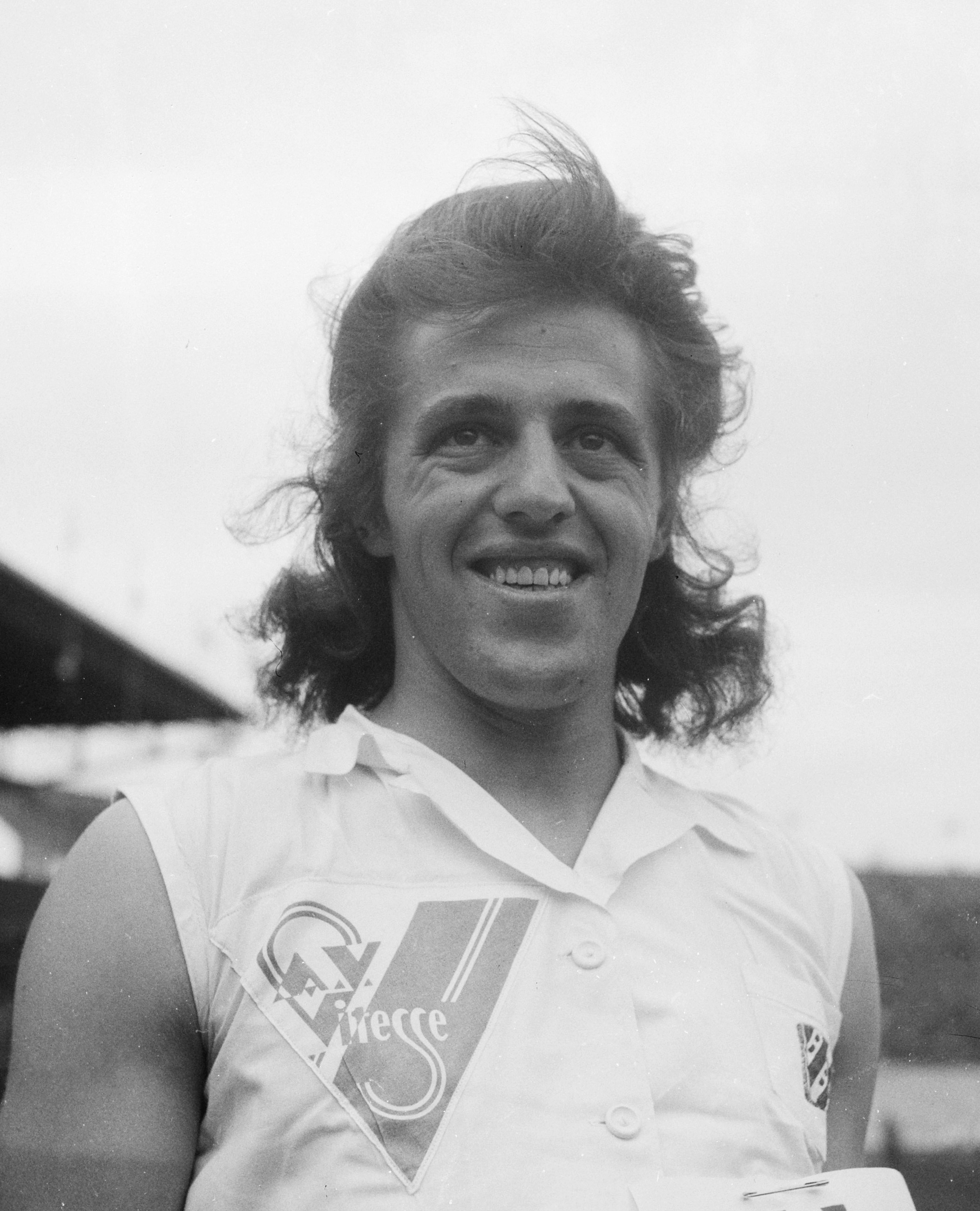
'

1950 року голландська інтерсекс-спринтерка Фоек'є Дилема була виключена зі збірної року після того, як у липні 1950-го відмовилася пройти обов'язковий тест на стать. Пізніше дослідження виявили Y-хромосому в клітинах її тіла, і аналіз показав, що вона, ймовірно, була мозаїчною жінкою 46, XX / 46, XY (справжній гермафродитизм).  
Верифікація статі розпочалася в 1950 році за участю Міжнародної асоціації легкоатлетичних федерацій (IAAF) з використанням фізичних оглядів. «Сегрегація та перевірка статі взаємозалежні, оскільки, якби не було претензій або підстав для проведення окремих спортивних змагань для чоловіків та жінок, не було б необхідності в тестуванні на перевірку статі». Протягом певного періоду ці випробування були обов'язковими для спортсменів через ризик, що спортсмени-чоловіки висуватимуться як спортсменки та матимуть несправедливу перевагу перед спортсменками у їх категоріях. 

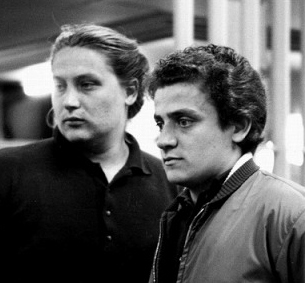
Тамара та Ірина Прес

Сестри Тамара та Ірина Прес виграли 5 золотих олімпійських медалей для СРСР та встановили 26 світових рекордів у 1960-х. Вони закінчили свою кар'єру до запровадження тестування статі в 1966 році. Хоча обох звинувачували в тому, що вони чоловіки або гермафродити, доказів наявності інтерсекс стану немає.

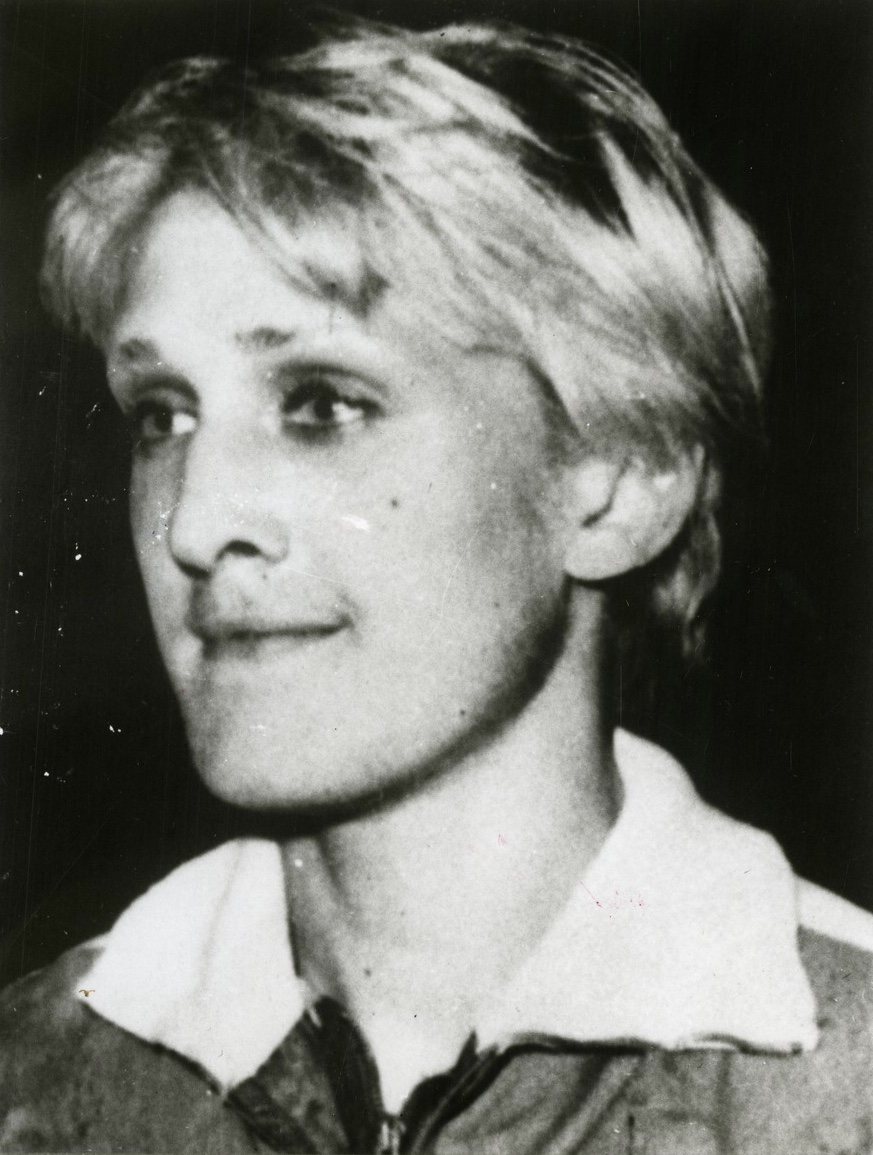
Ева Клобуковська

Польська спортсменка Ева Клобуковська, яка виграла золоту медаль у естафеті 4 × 100 м серед жінок та бронзову медаль у спринті на 100 м у жінок на літніх Олімпійських іграх 1964 року в Токіо, є першою спортсменкою, яка не пройшла тест на гендер у 1967 році. Встановлено, що у неї рідкісний генетичний стан мозаїцизму XX/XXY, і їй було заборонено брати участь в олімпійських та професійних видах спорту.

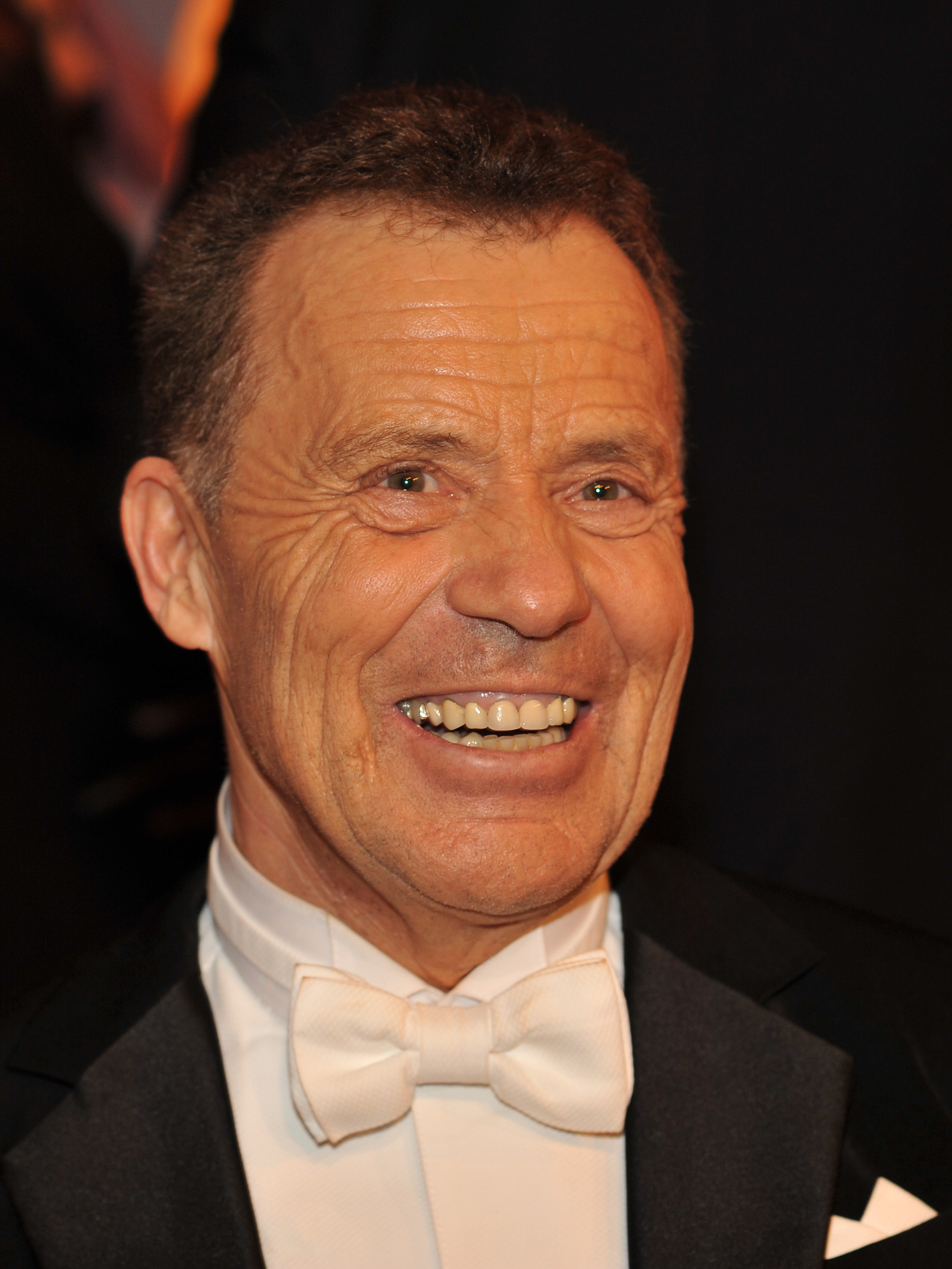
Ерік (Еріка) Шинеггер

У 1967 році МОК дискваліфікував австрійську чемпіонку світу з гірських лиж 1966 року Еріку Шінеггер з участі в Зимових іграх 1968 року в Греноблі після визначення, що у Шінеггер були внутрішні чоловічі статеві органи. Пізніше Шинеггер взяв ймення Ерік.
Через багато років фізичних обстежень вчені впровадили тестування хромосом. 

### 1968-1999: Тестування хромосом
Під час літніх Олімпійських ігор 1968 року Міжнародний олімпійський комітет (МОК) запровадив тестування хромосом. Перевірялась наявність Y-хромосоми, щоб виявляти чоловіків, що потенційно маскуються під жінок. Пізніше цей метод тестування був скасований, оскільки виявився досить неточним у визначенні чоловічої статі.
У 1986 році іспанську спортсменку Марію Хосе Мартінес-Патіньо було звільнено та публічно присоромлено після провалення хромосомного тесту. Вона боролася з рішенням проти неї, стверджуючи, що вона не могла мати конкурентної переваги, оскільки її інтерсекс-варіація призвела до відсутності функціонального тестостерону. Через два роки IAAF дав Мартінес-Патіньо зелене світло, щоб вона могла знову змагатися. Її важке становище привернуло увагу до питання тестування статі, яке допомогло закінчити обов'язкові тести через 10 років.
Міжнародна асоціація легкоатлетичних федерацій припинила скринінг статевих груп для всіх спортсменів у 1992 році, але зберегла можливість оцінки статі учасника у разі виникнення підозр. 
Востаннє тестування хромосом проводилось на Олімпійських іграх в Атланті в 1996 році. На Всесвітній конференції жінок і здоров'я МОК 1996 року була прийнята резолюція «про припинення поточного процесу перевірки статі під час Олімпійських ігор».
Критики[які?] впевнили чиновників, що генетичне тестування статі є науково та етично недосконалим, і правління МОК проголосувало за припинення цієї практики в червні 1999 році, замінивши її системою, що дозволяє проводити медичну оцінку статі спортсменів лише у випадках «обґрунтованої підозри».

### 2009: Тестування на тестостерон

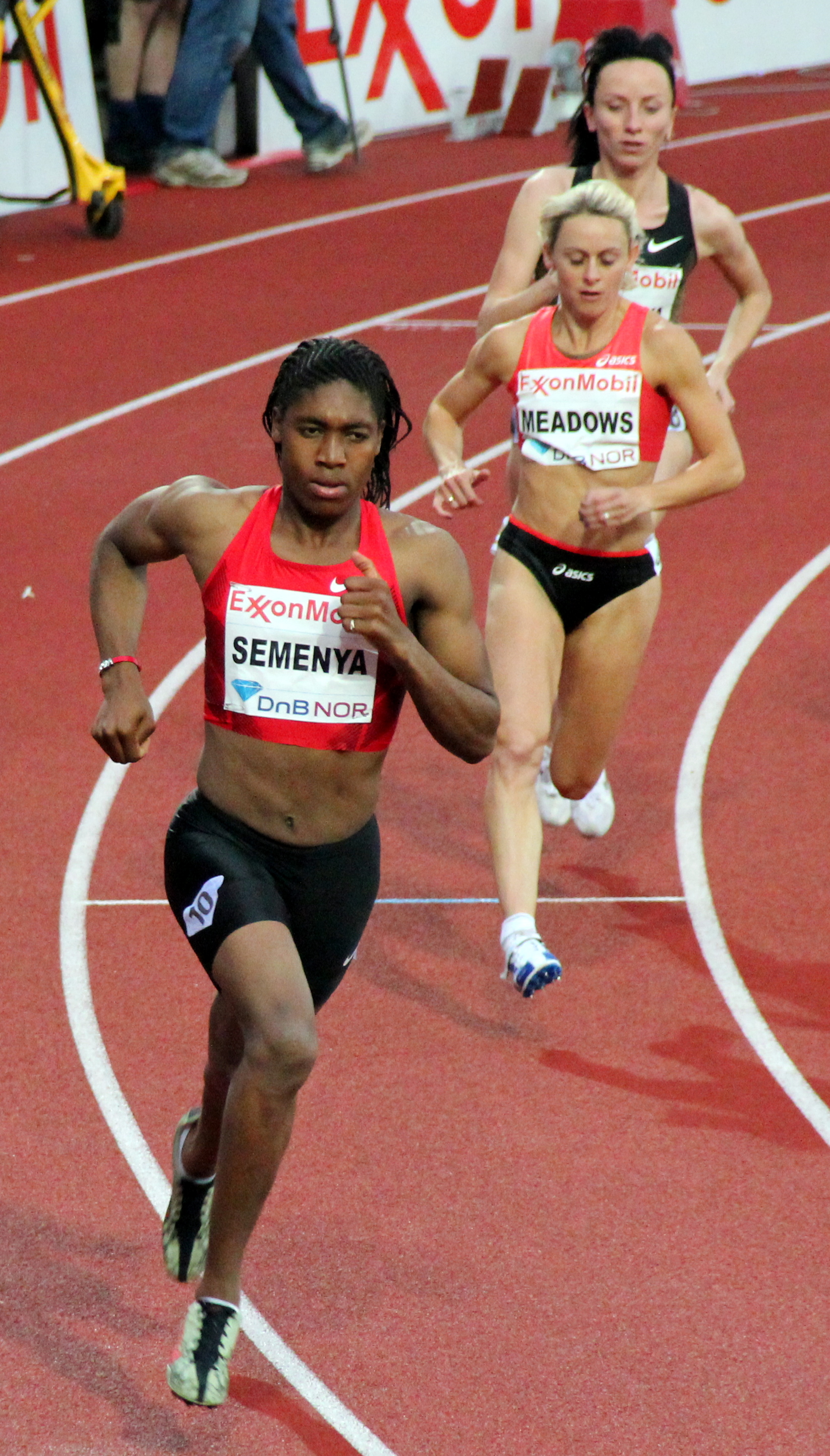
Кастер Семеня у жіночих змаганнях, 2011

#### Кастер Семеня
Південноафриканський інтерсекс-бігун на середні дистанції Кастер Семеня виграв у жіночій категорії дистанцію 800 метрів на чемпіонаті світу з легкої атлетики у Берліні 2009 року. За останніми даними, Семеня має чоловічі хромосоми ХY, вироблення тестостерону в типових чоловічих нормах, і лише його геніталії є недорозвинутими (проте сховані всередині яєчка продукують чоловічі гормони), через що при народженні його стать помилково визначили як жіночу.

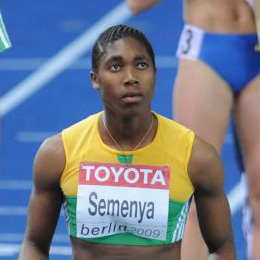
Кастер Семеня, 2009

Після перемоги в чемпіонаті світу, у серпні 2009, на прохання IAAF, яка підтердила згоду Семені пройти обов'язкове тестування статі, Семеня перевірили рівень тестостерону. Він виявився зависоким для жінки.
6 липня 2010 року, однак, IAAF підтвердила[чому?], що Семені було дозволено продовжувати змагатися в жіночій категорії. При цьому результати тестування ніколи офіційно не оприлюднювалися з міркувань конфіденційності.
Поточна політика перевірки статі ФІФА впроваджена 30 травня 2011 р. У червні 2012 року, до початку літніх Олімпійських іго
р 2012 року, МОК опублікував Положення МОК про жіночу гіперандрогенію для розгляду випадків, подібних до кейсу Кастер Семеня. Воно говорить: "Ніщо в цих Правилах не призначене для визначення статі. Натомість ці Правила призначені для визначення обставин, за яких певна спортсменка не матиме права (через гормональні особливості) брати участь у змаганнях Олімпійських ігор 2012 року у жіночій категорії. У разі визнання спортсменки-жінки невідповідною для участі у жіночій категорії, спортсменка може мати право брати участь в якості спортсмена-чоловіка, якщо спортсменка претендує на участь у спортивній події серед чоловіків".
У 2018 році IAAF запровадила нові обмеження, які заборонили, зокрема, й Семені змагатися в жіночому спорті. Вважається, що цю зміну було розроблено спеціально для кейсу Семені.

#### Регулювання тестостерону жінок-спортсменок
Висунення вимог до рівня тестостерону в жінок замість регуляції викликало значний спротив. Як і попередні форми тестування, тест на тестостерон було визнано принизливим, непотрібним та дискримінаційним для спортсменок жіночої статі. Експертка з верифікації статі в спорті Катріна Карказіс, феміністська дослідниця інтерсексності Ребекка Джордан-Янг, інтерсекс-експертка Джорджіан Девіс та Сільвія Кампоресі (Silvia Camporesi) доводила, що нова політика IAAF щодо гіперандрогенії у жінок-спортсменок не захищає від вторгнень у приватне життя, вимагатиме від спортсменок зайвого лікування для участі в змаганнях та є посиленням «гендерного поліціювання». 
Наразі немає жодних доказів того, що вроджена гіперандрогенія у елітних жінок-спортсменок надає перевагу в спорті. Вчені також сумніваються, чи слід вважати якусь перевагу «несправедливою», якщо вона відбувається природним шляхом і поза контролем спортсмена. Крім того, ці випадки викликали критику самої спортивної системи, показавши явну вразливість жінок-спортсменок до непотрібних пимусових медичних втручань, навіть якщо не було жодних доказів шахрайства та жодних спортивних переваг.
Насправді, висококласні спортсменки-жінки мають показник повної чутливості до андрогенів набагато вищий, ніж серед загальної популяції жінок: 1 на 20 000–50 000, порівняно з елітними спортсменами 1 на 429. Вони рекомендують, щоб жінки-спортсменки мали змогу змагатися відповідно до своєї юридичної статі.
Чотири елітні спортсменки з країн, що розвиваються, зазнали часткової кліторидектомії (форма калічення вульви) та гонадектомії (стерилізація) після того, як тестування тестостерону виявило їх інтерсексність. У 2013 році Патрік Феніхель, Стефан Бермон та інші вперше повідомили про це.
Політика щодо гіперандрогенії була призупинена після розгляду справи Dutee Chand v. Федерація легкої атлетики Індії (AFI) та Міжнародна асоціація легких атлетичних федерацій у Спортивному арбітражному суді (рішення ухвалили в липні 2015 року). Чанд була виключена з Ігор Співдружності 2014 року після того, як Атлетична федерація Індії заявила, що гіперандрогенія зробила її непридатною для участі у змаганнях як спортсменки-жінки. Суд встановив, що недостатньо доказів того, що тестостерон підвищує спортивні показники жінок. Роблячи це, суд негайно призупинив практику регулювання гіперандрогенії, що застосовується IAAF, якщо організація не зможе представити кращі докази до липня 2017 року.
У листопаді 2015 року МОК провів засідання, на якому розглянули питання гіперандрогенії та трансгендерної політики. 
Щодо гіперандрогенії у спортсменок-жінок МОК закликав відновити політику IAAF, призупинену Спортивним арбітражним судом. Він також повторив попередню політичну заяву про те, що «щоб уникнути дискримінації, якщо спортсменка не має права брати участь у змаганнях, спортсменка повинна мати право брати участь у змаганнях серед чоловіків». У лютому 2016 року стало відомо, що МОК не буде вводити власну політику, яка встановлюватиме максимальний рівень тестостерону для літніх Олімпійських ігор 2016 року. 
У квітні 2016 року спеціальний доповідач ООН з питань охорони здоров'я Дайнюс Пурас розкритикував сучасну та історичну політику верифікації статі, описуючи, як «ряд спортсменів перенесли гонадектомію (видалення репродуктивних органів) та часткову кліторідектомію (видалення голівки клітора) за відсутності симптомів або проблем зі здоров'ям».

##### Нові правила 2018 року
1 листопада 2018 року IAAF обмежив рівень тестостерону для жінок, прийнявши нові правила «Відмінності статевого розвитку» для спортсменок, які змагаються у гонках: 400 м, 800 м, 1 миля, бар'єри. Спортсменки з рівнем тестостерону 5 нмоль/л або більше, або які є "чутливими до андрогенів «і хочуть брати участь у вищезазначених заходах на глобальному рівні (включаючи визнання встановлення міжнародного рекорду), мають юридично бути жінками або інтерсекс людьми, повинні мати рівень тестостерону нижче 5 нмоль/л протягом 6 місяців поспіль і забезпечувати рівень нижче цього». Цей новий регламент замінив усі попередні правила для жінок з гіперандрогенією.

#### Трансгендерні жінки в жіночому спорті
Стосовно трансгендерних спортсменок чоловічої статі МОК на тому ж засіданні 15 листопада 2015 року заявив, що вони не можуть бути виключені з можливості брати участь у спортивних змаганнях. Трансгендерним спортсменам, які визнали себе жінкою, буде дозволено брати участь у цій категорії, якщо рівень їх тестостерону був нижче 10 наномолей на літр принаймні за 12 місяців до змагань. 
Не було обмежень для трансгендерних спортсменок, які ідентифікують себе та змагаються як чоловіки.
Професійній тенісистці Рене Річардс, жінці-трансгендеру, було заборонено грати як жінка на Відкритому чемпіонаті США 1976 року, якщо вона не пройде тестування хромосом. Вона подала в суд на Американську тенісну асоціацію і в 1977 році здобула право грати в жіночій категорії, не проходячи тестування.
Лорел Габбард, новозеландська важкоатлетка, яка виступала у ваговій категорії понад 87 кілограмів та понад 90 кілограмів, стала першою в історії Олімпійських ігор трансгендерною жінкою, яка брала участь у турнірі.

## Перевірка статі в чоловічому спорті
Оскільки в чоловічому спорті спортсменам-чоловікам ні жінки, ні чоловіки з інтерсексністю не складають конкуренції, перевірка в чоловічій категорії не проводиться, і про їхні хромосоми або гормональні профілі мало даних.
Використовуючи ці дані, Scientific American, однак, підрахував, що «майже 2%» осіб чоловічої статі мали рівень тестостерону в нормальному діапазоні жінок. Автори дослідження також заявили, що середні відмінності в масі тіла можуть бути причиною різниці в показниках між статями.

### Відомі спертсменки
У 2001 році індійська інтерсекс спортсменка та плавчиня Пратіма Гаонкар (Pratima Gaonkar) покінчила життя самогубством після розголошення та публічних коментарів щодо свого невдалого тесту на перевірку статі.
Індійська бігунка на середні дистанції Санті Саундараджан, яка виграла срібну медаль на 800 м на Азійських іграх 2006 року в Досі, Катар, не пройшла тест на перевірку статі, її згодом позбавили медалі.
Dutee Chand була вилучена з Ігор Співдружності 2014 року в останню хвилину після того, як Атлетична федерація Індії заявила, що гіперандрогенія зробила її непридатною для участі у змаганнях як спортсменки. Чанд передала справу до Спортивного арбітражного суду та виграла тимчасове рішення у середині 2015 року. У лютому 2016 року стало відомо, що МОК не встановлюватиме максимальний рівень тестостерону для літніх Олімпійських ігор 2016 року. У червні 2016 року Чанд отримала право брати участь у змаганнях на 100 метрів на літніх Олімпійських іграх.